# Sweet Tooth: Rogati dječak
Sweet Tooth: Rogati dječak (eng. Sweet Tooth) je fantastična televizijska serija koju je Jim Mickle razvio za Netflix a koja se temelji na istoimenom stripu Jeffa Lemirea.
Premijerno prikazana na Netflixu 4. lipnja 2021. U srpnju 2021. serija je obnovljena za drugu sezonu, koja je objavljena 27. travnja 2023.

## Radnja
Deset godina prije događaja u seriji, pandemija je gotovo istrijebila ljudsku rasu i dovela do rođenja hibridne, dijelom ljudske, a dijelom životinjske djece. Ne znajući jesu li ta djeca posljedica pandemije, mnogi ih se ljudi boje i love. Nakon mnogo godina života skrivenog u šumi s ocem, dijete polu-jelen, Gus, sprijatelji se sa skitnicom po imenu Jepperd. Njih dvoje zajedno kreću u avanturu u potrazi za Gusovim podrijetlom i Jepperdovom prošlošću. Na putu će naići na saveznike i neprijatelje, a Gus će brzo naučiti da je svijet izvan šume mnogo složeniji i opasniji nego što je mislio.

## Glumačka postava
- Nonso Anozie kao Tommy Jepperd
- Christian Convery kao Gus
- Adeel Akhtar kao Dr. Aditya Singh
- Stefania LaVie Owen kao Bear
- Dania Ramirez kao Aimee Eden
- Aliza Vellani kao Rani Singh
- Will Forte kao Pubba
- James Brolin kao pripovjedač

## Pregled serije
| Sezona | Sezona | Epizode | Prva objava       | Prva objava       |
| ------ | ------ | ------- | ----------------- | ----------------- |
|        | 1.     | 8       | 4. lipnja 2021.   | 4. lipnja 2021.   |
|        | 2.     | 8       | 27. travnja 2023. | 27. travnja 2023. |
|        | 3.     | 8       | 6. lipnja 2024.   | 6. lipnja 2024.   |

| Prva sezona (2021.) 1. Iz dubine šume 2. Oprostite zbog mrtvih 3. Čudno jelenje sr*nje 4. Tajni recept 5. Što je u zamrzivaču? 6. Opasnost u vlaku 7. Kad je Dada sreo Milu 8. Veliki | Druga sezona (2023.) 1. U zatočeništvu 2. Duboka šuma 3. Kokoš ili jaje? 4. Zao čovjek 5. Što će biti potrebno 6. Kako je počelo, kako ide 7. Pronaći ću te 8. Balada o posljednjim ljudima | Treća sezona (2024.) 1. Početak je ujedno i kraj 2. Hvala Bogu što sam dečko sa sela 3. Čopor 4. Na pučini 5. Izdajničko srce 6. Čudovišta 7. Put završava ovdje 8. Ovo je priča |

## Vanjske poveznice
- Službena stranica netflix.com
- Sweet Tooth: Rogati dječak u internetskoj bazi filmova IMDb-a